# Tuyên truyền chống Nhà nước Cộng hòa xã hội chủ nghĩa Việt Nam
Điều 88 Bộ luật Hình sự năm 1999 về hành vi Tuyên truyền chống Nhà nước Cộng hòa xã hội chủ nghĩa Việt Nam đã được sủa đổi, bổ sung năm 2015 theo quy định tại điều 117 của Bộ luật Hình sự năm 2015
Tội làm, tàng trữ, phát tán hoặc tuyên truyền thông tin, tài liệu, vật phẩm nhằm chống Nhà nước Cộng hòa xã hội chủ nghĩa Việt Nam là tội danh hình sự được quy định theo Điều 117 Luật Hình sự của nước Cộng hòa xã hội chủ nghĩa Việt Nam. Điều này được ghi trong Chương XIII, Bộ Luật hình sự sửa đổi, bổ sung năm 2015, thi hành năm 2018.

## Điều 117
Điều 117. Tội làm, tàng trữ, phát tán hoặc tuyên truyền thông tin, tài liệu, vật phẩm nhằm chống Nhà nước Cộng hòa xã hội chủ nghĩa Việt Nam:
1. Người nào có một trong những hành vi sau đây nhằm chống Nhà nước Cộng hòa xã hội chủ nghĩa Việt Nam, thì bị phạt tù từ 05 năm đến 12 năm:
a) Làm, tàng trữ, phát tán hoặc tuyên truyền thông tin, tài liệu, vật phẩm có nội dung xuyên tạc, phỉ báng chính quyền nhân dân;
b)  Làm, tàng trữ, phát tán hoặc tuyên truyền thông tin, tài liệu, vật phẩm có nội dung bịa đặt, gây hoang mang trong nhân dân;
c) Làm, tàng trữ, phát tán hoặc tuyên truyền thông tin, tài liệu, vật phẩm gây chiến tranh tâm lý.
2. Phạm tội trong trường hợp đặc biệt nghiêm trọng thì bị phạt tù từ 10 năm đến 20 năm.
3. Người chuẩn bị phạm tội này, thì bị phạt tù từ 01 năm đến 05 năm.

## Đánh giá
- Theo ông Brad Adams, giám đốc Á châu của Tổ chức Theo dõi Nhân quyền, thì "chính phủ Việt Nam đã nhiều lần từ chối không chịu sửa đổi hoặc rút lại những điều khoản về an ninh quốc gia trong bộ hình luật, như điều khoản 88, kết tội những người đối lập ôn hoà...[và] tiếp tục dùng những luật này để bắt những người chỉ trích phải im tiếng". Ông cũng phê phán việc "chính phủ Việt Nam coi việc phát biểu quan điểm là một tội phạm", và kêu gọi chấm dứt "bỏ tù những người bất đồng chính kiến".[1]
- Một số thanh niên trẻ trong nước cho rằng "Điều 88[2] rất mơ hồ, thiếu minh bạch chỉ có lợi cho Đảng và nhà nước" thông qua cuộc phỏng vấn với đài RFA.[3]

- Giáo sư Allen Weiner, Đồng Giám đốc Chương trình Luật Quốc tế của Trường Luật Stanford nói qua BBC:"Việc sử dụng điều 79 và 88 Bộ Luật Hình sự Việt Nam[2], ít nhất như cách Việt Nam sử dụng với những nhà hoạt động này, vi phạm luật nhân quyền quốc tế." [4]
- Trong phiên họp thứ 41 Ủy ban Thường Vụ Quốc hội (UBTVQH), Chủ tịch Quốc hội Nguyễn Sinh Hùng cho ý kiến về điều 88[2]: "Tôi nói thật là ta phát biểu nhiều khi cũng vi phạm, bắt cũng được đấy. Nói như vậy để thấy là không thể để một cái tội chống nhà nước quy định chung chung như vậy, muốn bắt ai thì bắt, đâu có được".[5]

## Chỉ trích
Trong thông cáo ngày 14/10 Liên Hợp Quốc kêu gọi chính phủ Việt Nam xóa bỏ điều 88, và các điều 79, 87, 245 và 258 luật hình sự mà cao ủy nhân quyền nói là "vi phạm tiêu chuẩn nhân quyền quốc tế". ông Zeid Ra'ad Al Hussein, Cao ủy nhân quyền Liên Hợp Quốc, nhận định: "Điều 88 trên thực tế biến bất kỳ công dân Việt Nam nào cũng có tội khi họ dùng tự do căn bản để bày tỏ ý kiến, thảo luận hay chất vấn chính phủ và chính sách.", "Điều luật rộng khắp, không định nghĩa rõ ràng giúp quá dễ dàng để dập tắt mọi quan điểm trái chiều và tùy ý tạm giữ cá nhân dám chỉ trích chính sách của chính phủ." 

## Nhân vật bị truy tố và kết tội
- Nguyễn Văn Đài [7]
- Lê Thị Công Nhân [7]
- Phạm Thanh Nghiên [8]
- Nguyễn Văn Hải (Blogger Điếu Cày)
- Trần Đức Thạch, Vũ Văn Hùng và Phạm Văn Trội [9]
- Lê Nguyên Sang, luật sư Nguyễn Bắc Truyển và nhà báo Huỳnh Nguyên Đạo [10]
- Nguyễn Xuân Nghĩa, nhà văn, bị bắt tháng 9 năm 2008, tù 6 năm, được thả tháng 9 năm 2014[11]
- Nguyễn Mạnh Sơn, Nguyễn Văn Túc, Nguyễn Hữu Tình, Nguyễn Kim Nhàn, Ngô Quỳnh [12]
- Linh mục Nguyễn Văn Lý
- Lê Công Định
- Cù Huy Hà Vũ bị bắt 05.11.2010, bị xử 7 năm tù, cho sang Mỹ ngày 6.04.2014
- Nguyễn Phương Uyên và Đinh Nguyên Kha[13][14]. Ngày 19 tháng 5 hơn 100 nhân sĩ và trí thức đã viết kiến nghị đòi trả tự do cho 2 sinh viên này[15]
- Lô Thanh Thảo[16][17]
- Nguyễn Ngọc Cường (Đồng nai) [18]
- Đinh Đăng Định (Đắk Nông) đã bị bắt giam vào tháng 12/2011 sau khi ông phát động một kiến nghị yêu cầu dừng dự án khai thác bô-xít tại Tây Nguyên. Đến tháng 08/2012, ông Định bị kết án tù 6 năm với tội danh "tuyên truyền chống Nhà nước", qua đời ngày 03/04 sau khi vừa được ân xá.[19]
- Nguyễn Ngọc Như Quỳnh (Mẹ Nấm)
- Nguyễn Viết Dũng, sinh năm 1986, trú tại xã Hậu Thành, huyện Yên Thành, tỉnh Nghệ An, bị Tòa án nhân dân tỉnh Nghệ An kết án 6 năm tù giam và 5 năm quản chế tại địa phương theo điều 88 vào ngày 15 tháng 8 năm 2018 [20]

## Lời kêu gọi thực thi quyền con người theo Hiến pháp tại Việt Nam
Bản kiến nghị với tên trên là của một số nhà trí thức Việt Nam được công bố vào ngày 25 tháng 12 năm 2012 với mục tiêu chính là "yêu cầu chính quyền hủy bỏ điều 88 Bộ luật Hình sự, được đánh giá là « quy định một cách mù mờ về tội danh tuyên truyền chống Nhà nước CHXHCN Việt Nam, thực chất là bóp nghẹt quyền tự do ngôn luận đã được Hiến pháp Việt Nam và Công ước Quốc tế về những quyền dân sự và chính trị ghi nhận và bảo đảm ».
Trong số những người ký tên có nhiều tên tuổi như giáo sư Nguyễn Huệ Chi, giáo sư Hoàng Tụy, kinh tế gia Lê Đăng Doanh, thiếu tướng Nguyễn Trọng Vĩnh. Giới văn nghệ có những người như Phạm Xuân Nguyên, chủ tịch Hội Nhà văn Hà Nội, nhà thơ Nguyễn Duy, nhà văn Nguyễn Đắc Xuân. Không ít người từng làm trong ngành báo chí cũng ký tên như Tống Văn Công, nguyên Tổng biên tập báo Lao động, Nguyễn Trọng Huấn, nguyên Tổng biên tập báo Kiến trúc và Đời sống, Kha Lương Ngãi, nguyên phó Tổng biên tập báo Sài Gòn Giải Phóng.
Qua phỏng vấn với đài phát thanh RFI, ông Nguyễn Quang A cho biết tại sao ông ký: "Tôi ký tên vào cái lời kêu gọi này, đòi chính quyền Việt Nam phải hủy bỏ, trước mắt là hai điều, điều 88 BLHS và nghị định 38 của chính phủ, vì tôi thấy hai cái đó ngược với những cam kết của Việt Nam trong các văn bản pháp luật quốc tế, mà Việt Nam đã cam kết tôn trọng, đồng thời cũng vi phạm Hiến pháp Việt Nam hiện hành."
Nhà phê bình văn học Lại Nguyên Ân cho rằng điều 88 của Bộ luật hình sự có thể "gây nguy hiểm" cho hoạt động phát ngôn của nhiều trí thức làm việc trong nhiều lĩnh vực khác nhau trong xã hội và yêu cầu hủy bỏ điều này trong một đơn kiến nghị chung có chữ ký của nhiều nhân sỹ, trí thức và quần chúng.
Bài trên trang "Quân đội nhân dân" ngày 13 tháng 01 năm 2013 cho việc "kêu gọi xóa bỏ Điều 88 Bộ luật Hình sự, 1999 chính là một bước đi quan trọng trong âm mưu, thủ đoạn nguy hiểm của các thế lực thù địch nhằm tước bỏ công cụ pháp lý cơ bản bảo vệ chế độ xã hội và Nhà nước của nhân dân ta."